# Bogensehne

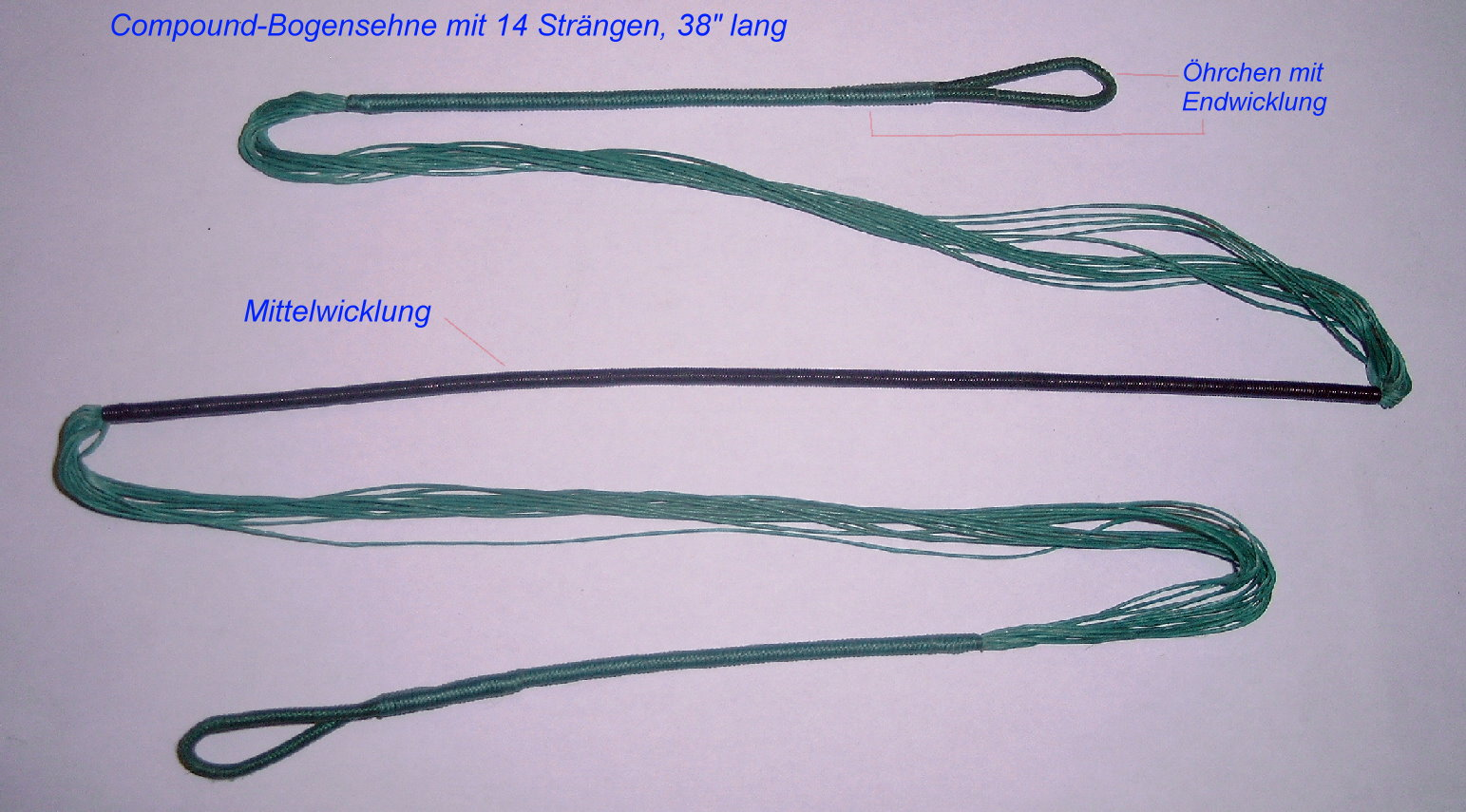
Compound-Bogensehne

Eine Bogensehne ist der schnurartige Bestandteil von Bogenwaffen (Handbogen, Armbrüste etc.), der die Energie des Bogens auf den Pfeil überträgt.

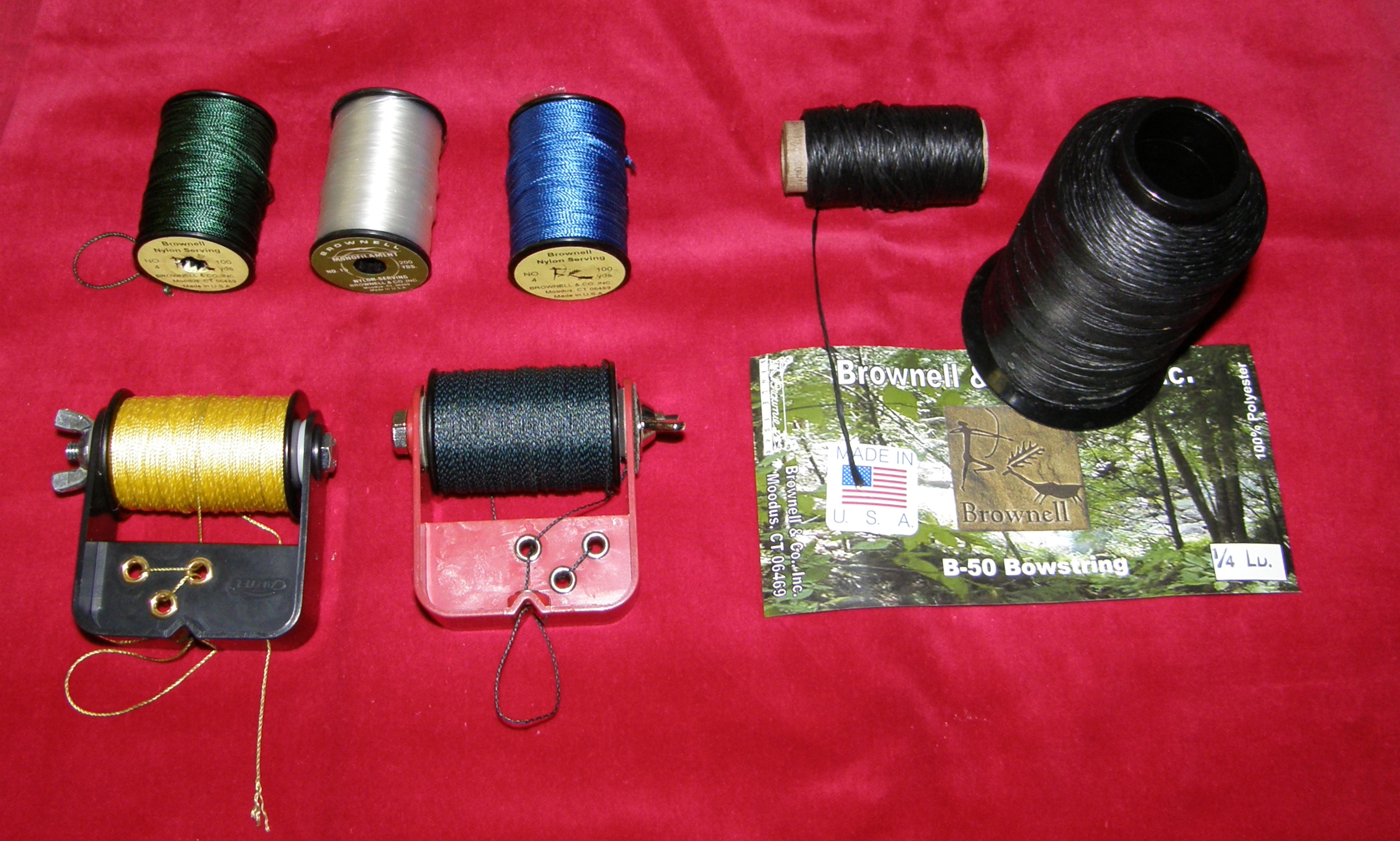
Verschiedene Wickelgarne, mit Wickelgerät und „Bowstring B-50“ Bogensehnengarn

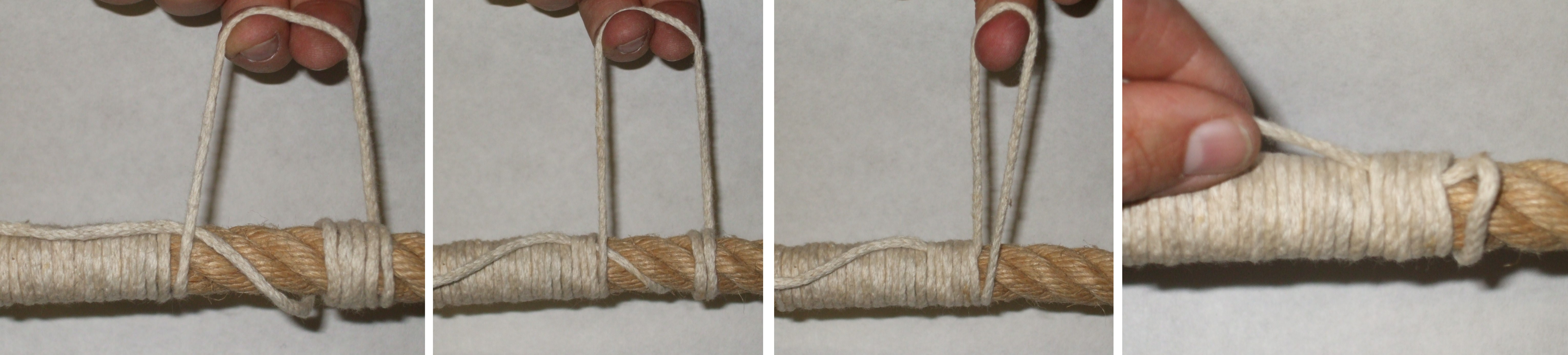
Musterablauf der Endwicklungen

Eine Bogensehne besteht aus der eigentlichen Sehne, einer „Schnur“, die sich häufig aus mehreren Strängen zusammensetzt. An den beiden Enden befindet sich je eine Schlaufe (Öhrchen), die an den Wurfarmen der Bogenwaffe eingehängt werden. Die Öhrchen werden mit Wicklungen aus Wickelgarn gegen eine vorzeitige Abnutzung ebenso geschützt wie der Mittelteil (Griffbereich) der Bogensehne.

## Funktion
Die Bogensehne sorgt beim Spannen (Einhängen der Sehne) des Bogens für die Vorspannung. Beim Auszug krümmen sich die Wurfarme und speichern Verformungsenergie. Diese wird beim Lösen über die Bogensehne in kinetische Energie des Geschosses übertragen. Erreicht nun die Bogensehne die Position des Ruhezustands, trennt sich das beschleunigte Geschoss von der Sehne und verlässt die Waffe. Die gespannte Bogensehne vibriert (engl. string bounce) und versetzt die Wurfarme ebenfalls in Schwingungen, da Bogen und Sehne zusammen einen geschlossenen Schwingkreis bilden. Sehnenstopper dienen einer schnelleren Beruhigung der Sehne und dämpfen das Abschussgeräusch.
Das Material der Sehne sowie insbesondere ihre Elastizität und Gewicht spielen eine Rolle bei der Energieabgabe des Bogens an den Pfeil. Dünne Sehnen erzeugen weniger Luftwiderstand. Man kann im Mittel davon ausgehen, dass eine leichte Sehne bei einer Gewichtsreduktion von 20 grain den Pfeil in seiner Fluggeschwindigkeit um ein Fuß pro Sekunde erhöht. Dies entspricht in etwa einer Zuggewichtserhöhung um 1 lb (engl. Pfund).
Damit ist die Sehne eine wichtige Komponente zur Leistungssteigerung.

## Waffen und Sportgeräte
Folgende Waffen und Sportgeräte benötigen alle eine Bogensehne:
- der Handbogen: Holzbogen, Kompositbogen, Compoundbogen, Yumibogen etc.
- die Armbrust mit Holz-, Komposit-, Stahl- oder Compoundbogen.
- die Armbrustpistole
- die Armbrustgeschütze: Oxybeles, Kaman-i-gav
- alle zweiarmigen Katapulte (Torsionsarmbrüste): Balliste, Palintonon, Scorpio, Manuballista etc.

## Technische Anforderungen
Um die gespeicherte Bewegungsenergie eines Bogens bzw. einer Armbrust, eines Torsionskatapultes mit möglichst geringer Verlustarbeit auf das Geschoss zu übertragen, muss eine Bogensehne folgenden Anforderungen genügen:
1. geringe Dehnung
2. geringes Gewicht
3. hohe Reißfestigkeit

Zu 1:
Wäre das Material der Bogensehne dehnbar, so würde ein Teil der Arbeit, die zum Spannen des Bogens nötig ist, in der Dehnung der Bogensehne gespeichert. Extrembeispiel: Ein Gummiband als Bogensehne, das um 200 % dehnbar ist, würde 99 % der aufgebrachten Zugkraft des Schützen als Dehnung aufnehmen, nur 1 % der Kraft würde noch den Bogen krümmen.
Da ein zurückschnellendes Gummiband aber einen wesentlich geringeren Wirkungsgrad (ca. 40 %) hat als ein Bogen (ca. 80 %), könnte eine Bogensehne aus Gummi nur gerade 40 % der gespeicherten Kraft auf den Pfeil übertragen. Ein Bogen mit einer Sehne, die sich nur um 2 % dehnt wäre daher viel effizienter. Hier kann der Bogen die Kraft des Schützen zu 98 % aufnehmen (minus 2 % Dehnung) und mit seinem hohen Wirkungsgrad von 80 % auf den Pfeil übertragen. Ein Bogen mit einer Sehne aus einem völlig undehnbaren Material (theoretisch) würde somit am besten schießen.
Zu 2:
Die Bogensehne muss zwangsläufig bei jedem Schuss mitbeschleunigt werden. Hätte sie ein sehr hohes Eigengewicht, z. B. ein Draht, so würde der Bogen beim Schuss einen größeren Energiebetrag verbrauchen, nur um die schwere Bogensehne mit zu bewegen. Entsprechend weniger stünde für das Geschoss zur Verfügung. Je leichter das Material der Bogensehne ist, desto höhere Geschwindigkeit erreicht das Geschoss.
Zu 3:
Verhältnis zwischen Zugfestigkeit und Gewicht:
Ein Material wie z. B. Bronze ist, pro Kubikzentimeter gemessen, sehr reißfest, dehnt sich vielleicht nur um 0,5 %, aber es wiegt auch sehr viel. Ein Kubikzentimeter Hanffasern dagegen ist vielleicht nur ein Drittel so zugfest wie Bronze, dehnt sich vielleicht sogar um 2 %, hat aber nur ein Zehntel des Gewichts von Bronze. Rindersehne wiederum ist sogar um 10 % dehnbar (schlecht), sie wiegt jedoch nochmals ein Drittel weniger pro Kubikzentimeter als Hanf, und ist damit der Hanffaser praktisch ebenbürtig. Trotz der hohen Zugfestigkeit von Bronze sind Hanf und Tiersehne als Bogensehnenmaterial also überlegen, da deren relatives Eigengewicht im Verhältnis zur Reißfestigkeit viel geringer ausfällt.

## Material

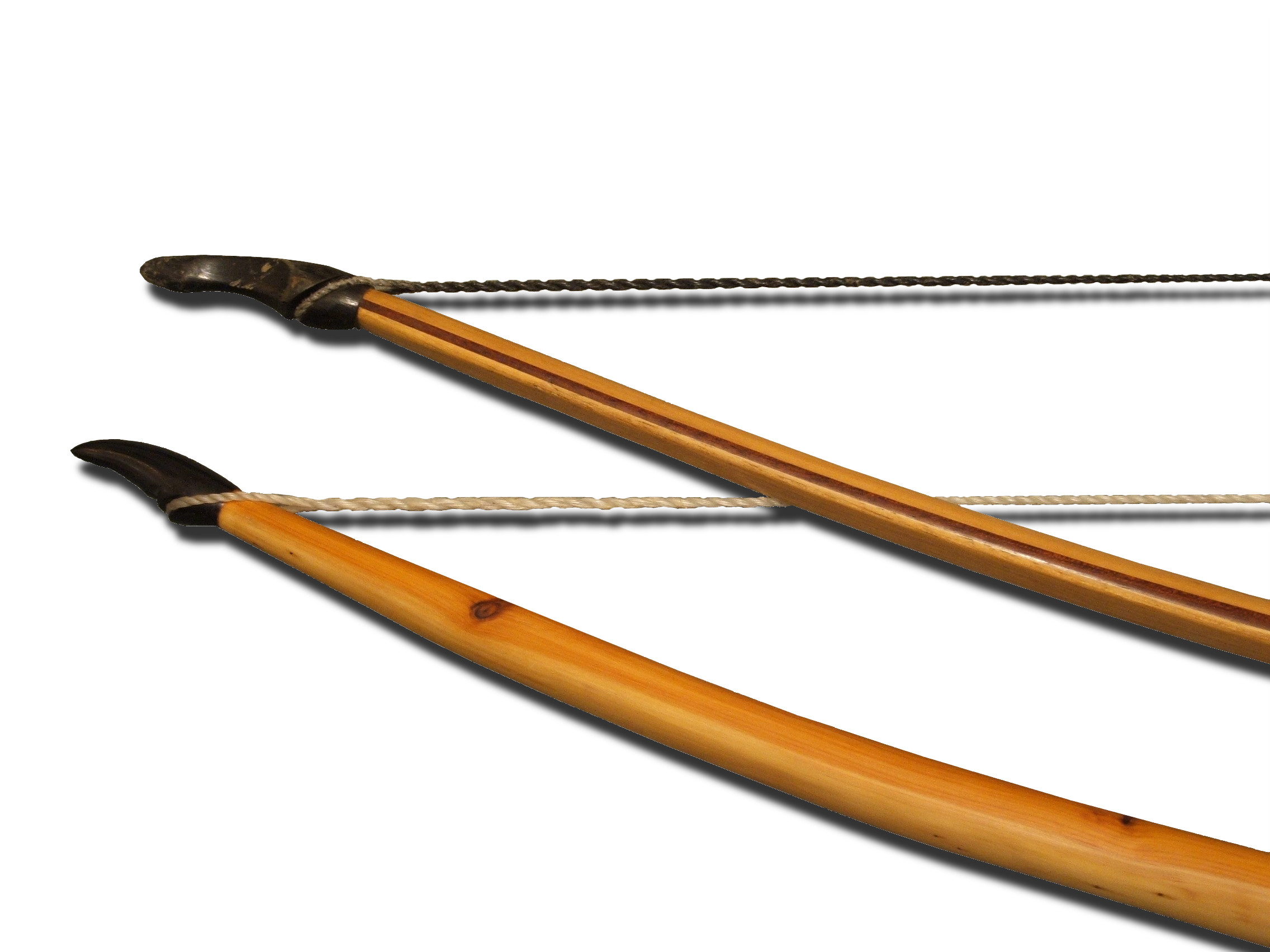
Bogensehne an einem Langbogen

Die natürlichen Materialien für Bogensehnen sind äußerst vielfältig. Beliebte pflanzliche Fasern sind z.B: Brennnessel, Lein, Hanf, Ramie, Baumwolle, Kapok (Dschungelbaumwolle), Bambusfasern, und sogar Holzstreifen (bei Chinesischen Kugel-Armbrüsten). An tierischen Fasern wurden verwendet: Tiersehne, Darm, Rohhaut (ungegerbte Haut), seltener Leder, eventuell Haare, Seide, selten vielleicht sogar Muschelseide. Daneben sind auch Menschenhaut und -sehne verwendet worden, wohl als Kriegstrophäe, etwa von den Skythen.
Bogensehnen bestanden bei den Handbögen im Neolithikum meistens aus Lein oder Nesselfasern, später wurde auch Seide verwendet. Die Verwendung von Frauenhaar ist zwar theoretisch möglich, aber vermutlich nur ein literarischer Topos, ebenso Bogensehnen aus Rosshaar. Bei den Skorpionen und Ballisten der Römer und Griechen ist uns für Bogensehnen die Verwendung von Tiersehne und Haaren schriftlich überliefert, dieselben Materialien wurden an diesen Katapulten auch für die Torsionsfedern verwendet, welche die Bogen-Wurfarme enthielten. Außerdem wurden manchmal pflanzliche Fasern wie Lein oder Hanf für die Katapult-Bogensehnen verwendet. Mongolische Reflexbögen (Kompositbogen) hatten im Frühmittelalter oft Bogensehnen aus gezwirnter Walrosshaut. Auch die Wikinger scheinen später Walrosshaut an ihren Langbögen bevorzugt zu haben.
Osmanische Reflexbögen besaßen teilweise Sehnen aus Ramie, öfter aber solche aus Seide, mit angeknoteten Schlaufen aus Tiersehne. Nordamerikanische Indianer bevorzugten fast durchgehend Bogensehnen aus gezwirnter Tiersehne, südamerikanische Indianer nehmen heute Kapok, auch Chambirafaser. Da Pflanzenfasern günstiger sind als tierische, wurden sie von vielen Völkern bevorzugt, etwa von den britischen Bogenschützenheeren, deren Sehnen aus flämischem Leinen oder Hanf gefertigt waren, ebenso von den französischen Armbrustern (Hanfsehnen). Bogensehnen aus Pflanzenfasern dehnen sich aber bei Nässe, dieses erschwerte manchmal den Einsatz von Bogenschützen und Armbrüsten, zum Beispiel in der Schlacht von Crécy.

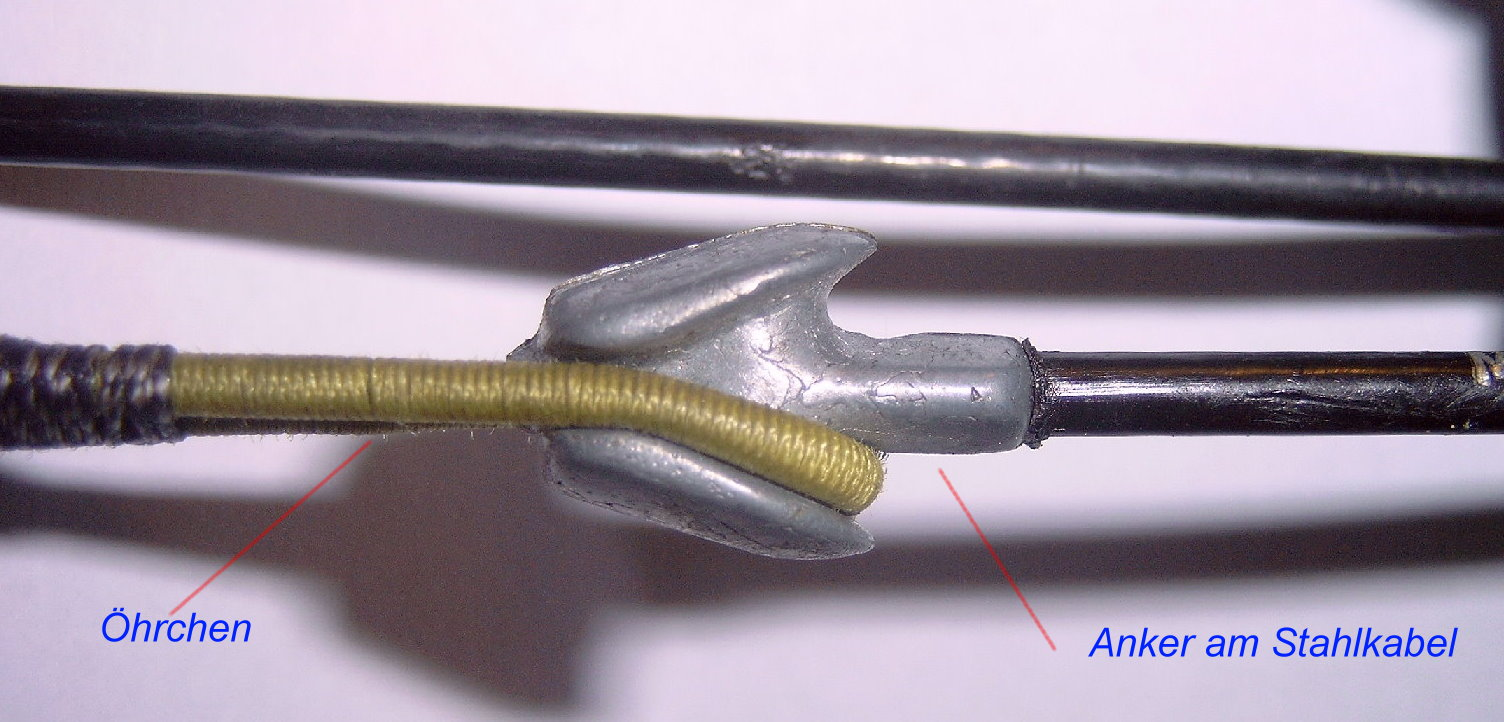
Anker eines Compoundbogens

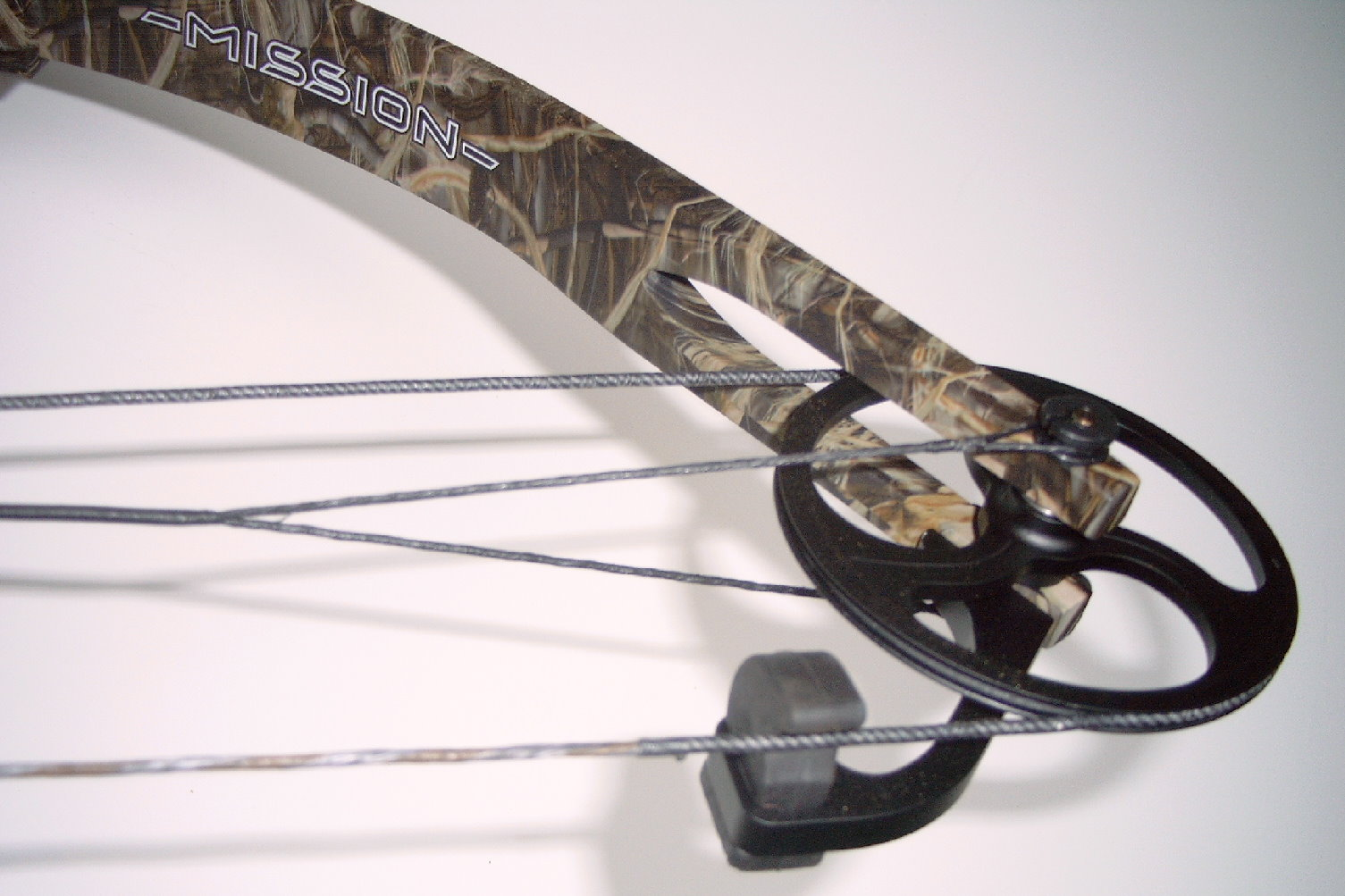
Y-Sehne und Sehnenstopper „(STS)“ an einem Mono- oder Singlecam-Bogen

Moderne, künstliche Bogensehnen bestehen meistens aus mehrfach gewickeltem Dacron. Durch die Wicklung entstehen an den Enden Schlaufen, die derart gebündelt werden, dass zwei Augen entstehen, mit denen die Sehne an den Bogenenden eingehängt wird. Das sind die „Öhrchen“.
Daneben werden vor allem bei modernen Compoundbögen die Spezialkunststoffe FastFlight, S4, UltraCam, XCel, TSPlus, BCY-450, BCY-452X usw. verwendet. Diese sind kaum dehnbar (weniger als 1 % Dehnung) und sehr leicht. FastFlight war der erste Kunststoff, der extra für Bogensehnen entwickelt wurde. Bogensehnen aus o. g. Kunststoffen arbeiten so effizient, dass einfache Holzbögen mit ihnen gar nicht geschossen werden können, weil die Sehne sich beim Strammziehen durch den schießenden Bogen nicht dehnt, sondern die vorschnellenden Wurfarme augenblicklich stoppt, wodurch im schlimmsten Fall das Wurfarmende des Holzbogens abgerissen oder eingeschnitten wird. Aus diesem Grund werden bei dem genannten Design die Nocken entsprechend verstärkt (ggf. durch Hartholz oder Horn), oder die Sehne an den Öhrchen durch Wicklungen verdickt. Für türkische Kriegs- und Weitschussbögen konnte gezeigt werden, dass die Verwendung moderner Hochleistungsgarne die Bögen stark beschädigt. Andere Hornbogen und Kompositbogen (Reflexbogen) sind ggf. FastFlight tauglich. Mit traditionellen Kompositbögen in Verbindung mit modernen FastFlight-Bogensehnen konnte ein Wirkungsgrad der Waffe von beinahe 90 % erreicht werden, was weit über den Wirkungsgrad der anderen Bogentypen (und auch der Katapulte) hinausgeht.

## Sonderformen

### Y-Sehne
Spezielle neue Compoundbögen haben neben der zweischlaufigen „Schuss“-Bogensehne zwei weitere „Arbeitssehnen“, die als Y-Sehne ausgeführt drei Schlaufen haben können. Zwei an dem Ende, mit der sie an den Wurfarmen befestigt werden (um eine einseitige Zugkraft und damit ein Verwinden der Wurfarme zu vermeiden), die dritte Schlaufe wird mit den Cams (Exzenterrollen) des Compoundbogens verbunden bzw. eingehängt. Ältere Compoundbögen haben auch Stahlseile mit speziellen Ankern (Haken), in der die Bogensehne eingehängt wird.

### Zebrasehne
Eine Zebra-Hybrid-Sehne ist eine aus mindestens zwei farbigen Stranggruppen geflochtene und fabrikmäßig hergestellte Sehne. Sie unterscheidet sich von den bisherigen einfarbigen Sehnen nicht nur durch den optischen Zebra-Effekt, sie ist auch noch speziell in sich gedreht und vorgestreckt. Dadurch verdreht sie sich beim Auszug des Bogens nur sehr geringfügig. Ein eingearbeitetes Peep-Sight steht dabei immer gerade.

## Herstellung
Um eine Bogensehne herzustellen, dient der Sehnengalgen.
Er besteht aus verstellbaren Abstandshaltern, um die das Sehnengarn mehrfach, je nach gewünschter Stärke bzw. Dicke der fertigen Bogensehne, gewickelt wird. Die Anzahl der Stränge ist dabei auch von dem verwendeten Sehnenmaterial abhängig.
übliche Strangzahlen für Sportbogensehnen:
| Zuggewicht auf 28" in Pfund | Dacron | Fast Flight |
| --------------------------- | ------ | ----------- |
| 20                          | 8      | 14          |
| 30                          | 10     | 14          |
| 40                          | 10     | 14          |
| 50                          | 12     | 16          |
| 60                          | 14     | 18          |

Die Dicke der Mittenwicklung kann durch das Einlegen zusätzlicher Stränge in diesem Bereich der Passform verwendeter Pfeilnocken angepasst werden. Die einzelnen Stränge erhalten mit den Öhrchen und der Mittelwicklung eine Lagefixierung, welches gleichzeitig ein Abnützungsschutz bildet. Bogensehnen aus einem flämischen Spleiß benötigen keinen Sehnengalgen. Für Sehnen mit 2 Augen wird ein Hilfsmittel zur Längenbestimmung benötigt. Das können ein einfaches Sehnenbrett oder zwei Nägel im entsprechenden Abstand sein. Wird nur ein Auge gespleißt und das andere Ende mit Hilfe des Bogenbauerknotens am Bogen befestigt, kann sogar auf diese Hilfsmittel verzichtet werden.

## Zubehör

### Nockpunkt
Etwas oberhalb der Mitte der Bogensehne befindet sich meistens der Nockpunkt, eine Markierung, unter die der Pfeil zum Schuss aufgesteckt (angenockt) wird. Der Nockpunkt auf der Bogensehne dient dem immer gleichbleibenden Abschusspunkt für den Pfeil, der mit seiner Nocke an dieser Stelle eingenockt wird.
Verschiedene Möglichkeiten den Nockpunkt festzulegen sind zum Beispiel:
- mit Garn gewickelter, einfacher Takling:
- mit Messingnockring festgepresst,
- mit D-Loop für die Release-Schützen.

Mittlerweile ist es auch üblich, selbstgemachte Papiernocks zu verwenden.

### D-Loop
Der D-Loop ist eine kurze Schnur, die an die Sehne gebunden wird, um die Sehne zu spannen. Sie soll die Abnutzung der Bogensehne verringern. Zudem wird der Pfeil genau in der Mitte des Release gehalten, sodass keine einseitigen Belastungen auf den Pfeil einwirken. Dazu wird die Schnur mittels zweier Ankerstiche an der Sehne befestigt. Die Enden werden dann derart verschmolzen, dass sie eine Verdickung bilden, damit die Knoten nicht ausrauschen.
Hersteller bieten auch D-Loops aus Leichtmetall zum Kauf an, die sich mit kleinen Schrauben befestigen lassen.

#### Catfish Loop
Der gewickelte D-Loop wird aus einem Stück Sehnengarn hergestellt. Obwohl aufwändiger in der Herstellung bietet er den Vorteil, dass er nicht ausrauscht und keine Torsion auf die Sehne überträgt.
Um einen Gegenstand, mit einem Durchmesser der die doppelte Größe des fertigen D-Loops haben sollte, werden mehrere Turns gelegt. Die Anzahl der Turns (bspw. 7) entspricht der Hälfte der Bogensehnenstränge (bspw. 14). Der so entstandene lockere, mehrsträngige „Grummet“-Ring wird abgestreift und anschließend um die Bogensehne gelegt bzw. mittig umgeklappt, so dass die Grundform des D-Loops entsteht. Das Bogenstück des „D“ wird nun weiter stramm umwickelt wie es bei der Mittelwicklung oder den Öhrchen die Praxis ist. Da hierbei kein Wickelgerät verwendet werden kann, ist eine Häkelnadel dabei hilfreich. Mit einem zusätzlichen Stopperknoten (beispielsweise ein kurzer Takling oder Würgeknoten) wird der D-Loop an der richtigen Position fixiert.

Herstellung eines gewickelten D-Loops
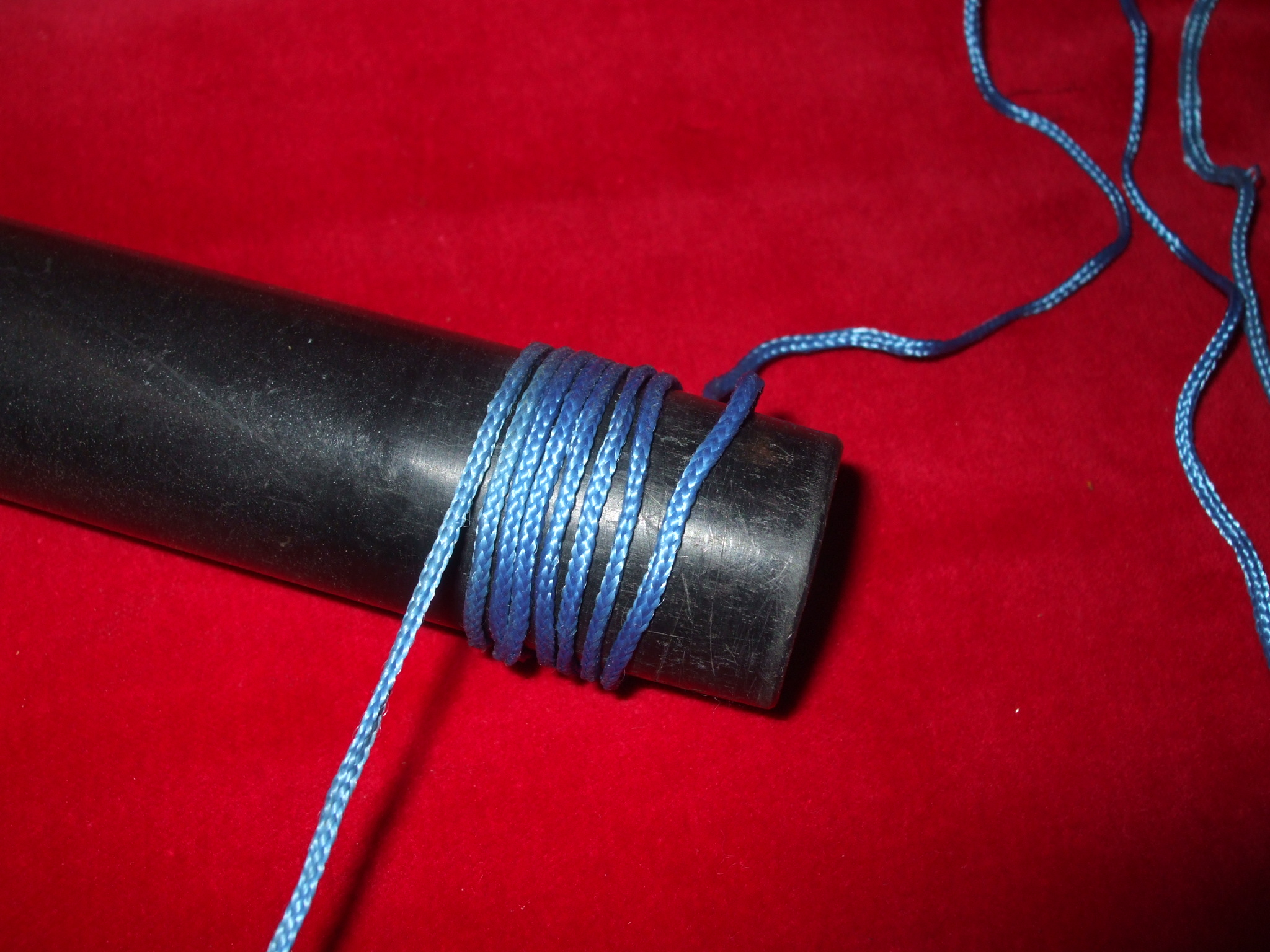
(Muster mit dickem Garn) Ausgangswicklungen bilden...
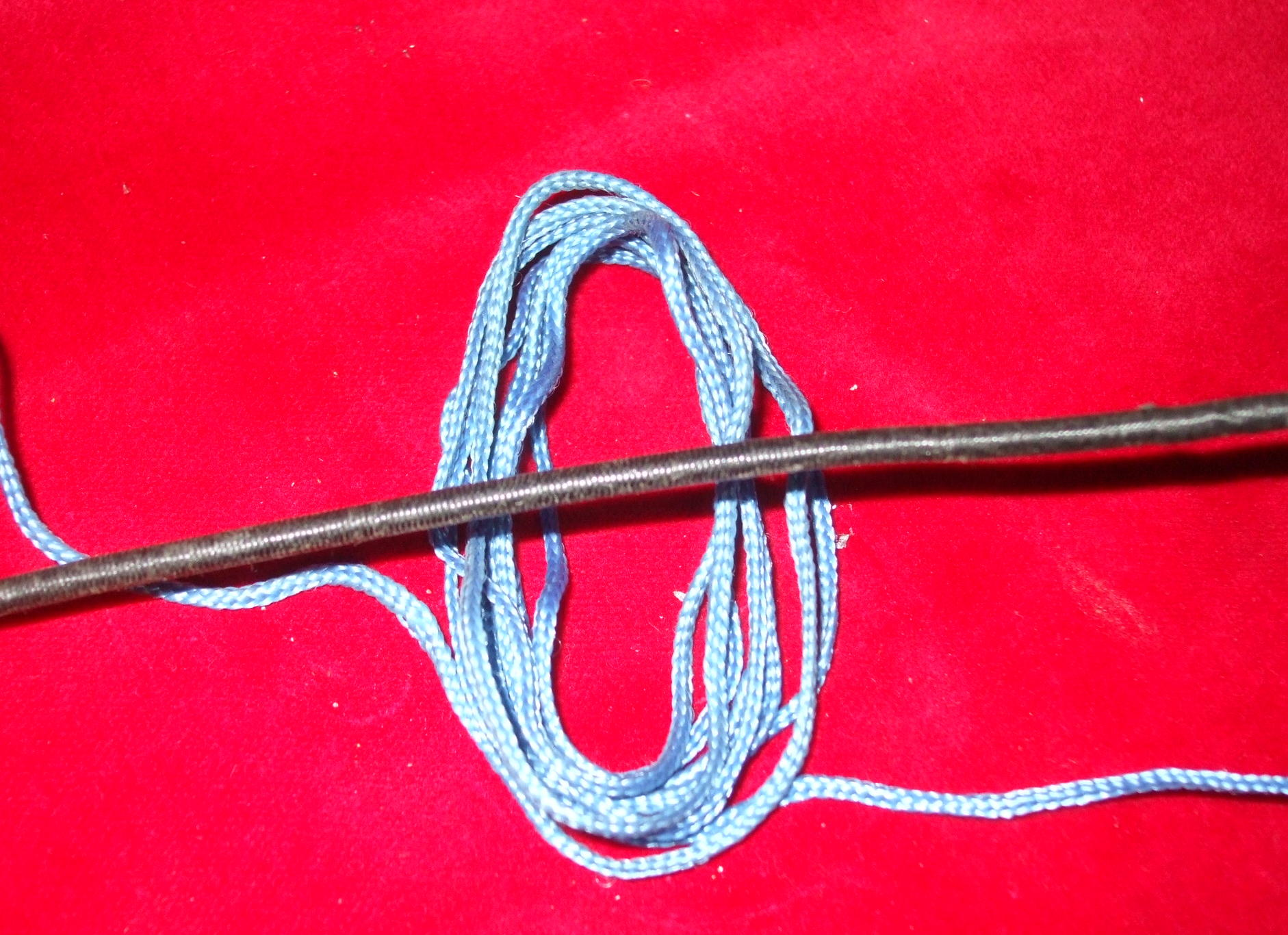
...die lockeren Wicklungen an die Bogensehne legen...
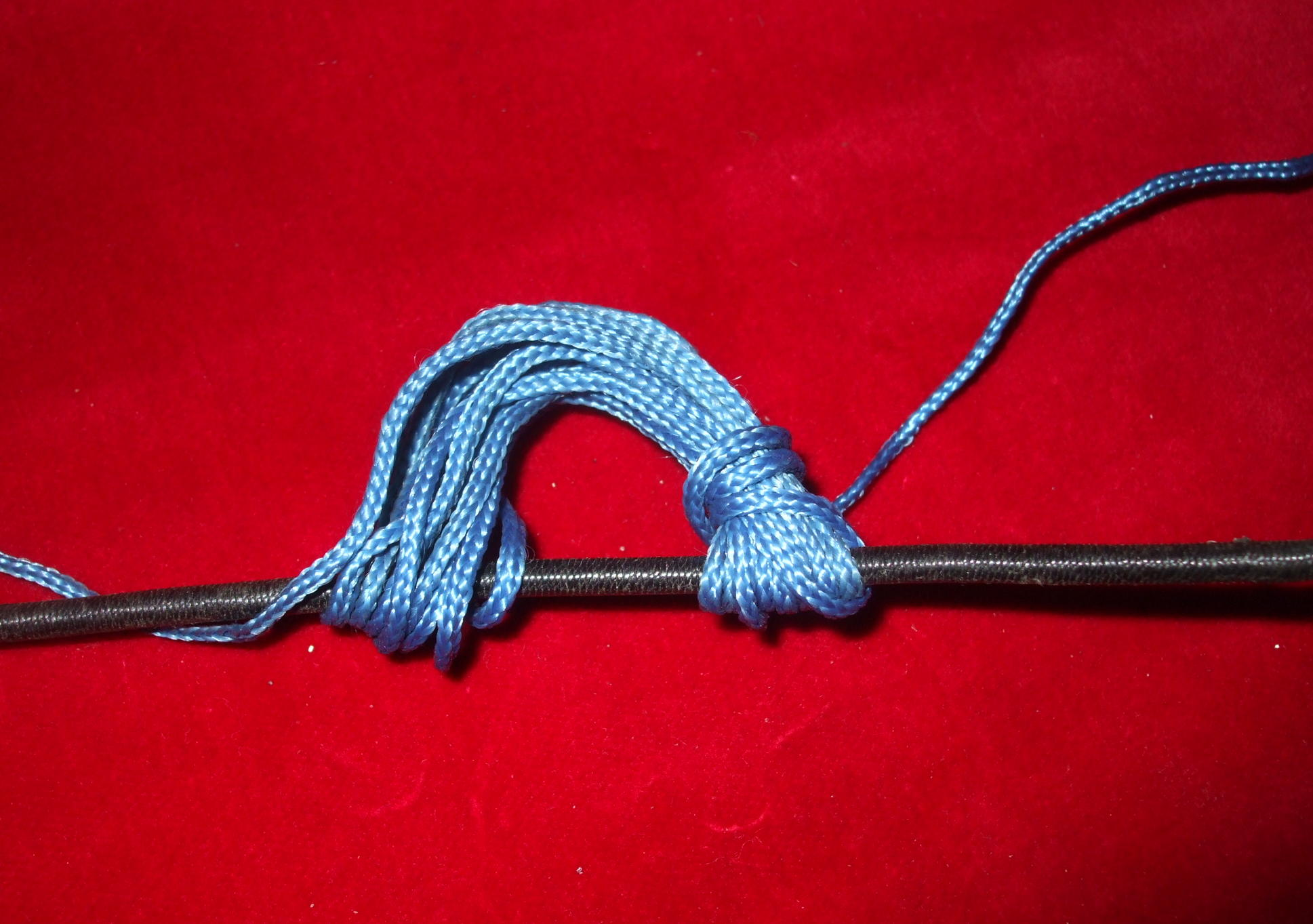
...strammes umwickeln des „D“-Bogens...
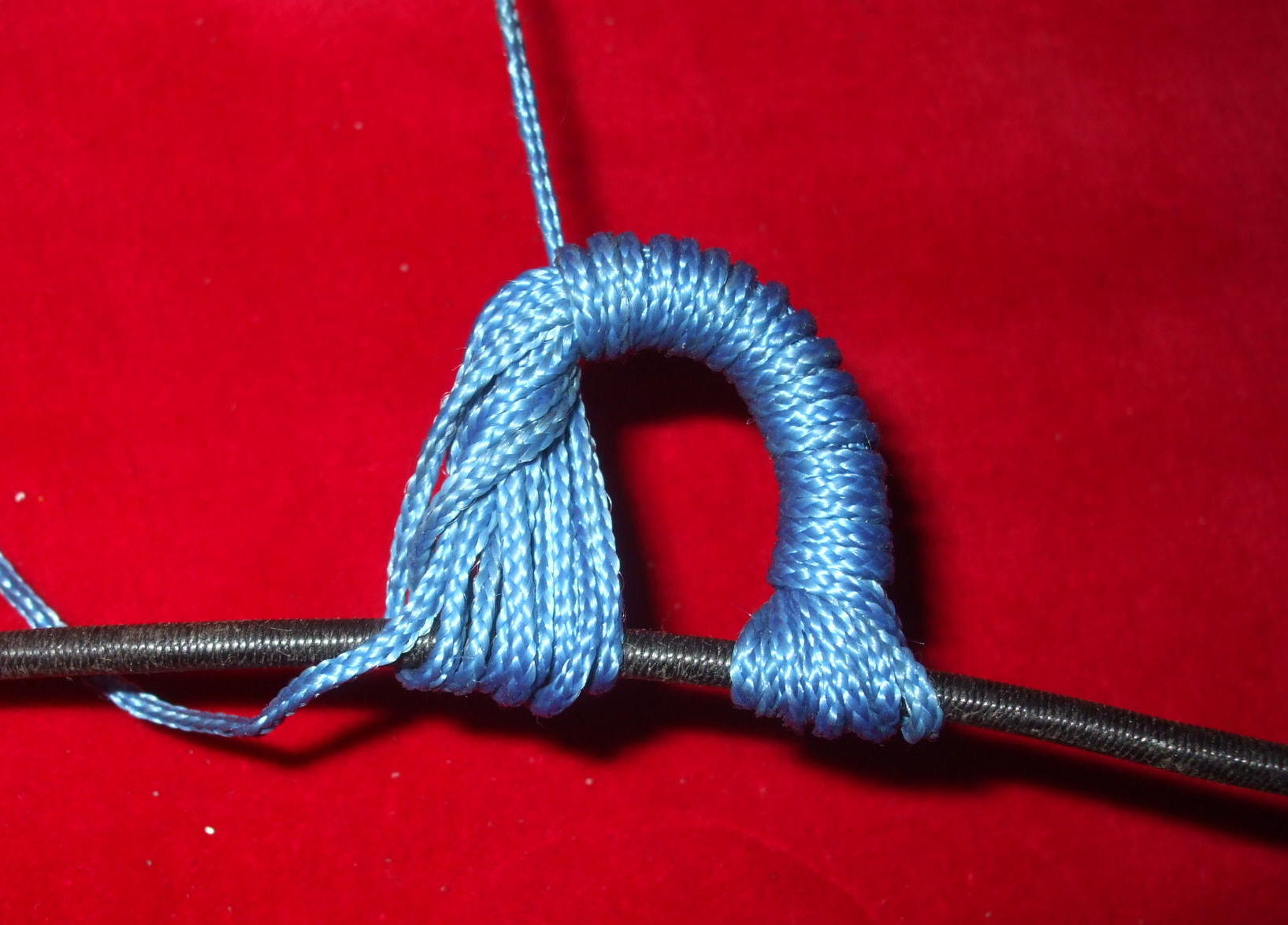
...weiteres wickeln bis zur anderen Seite...
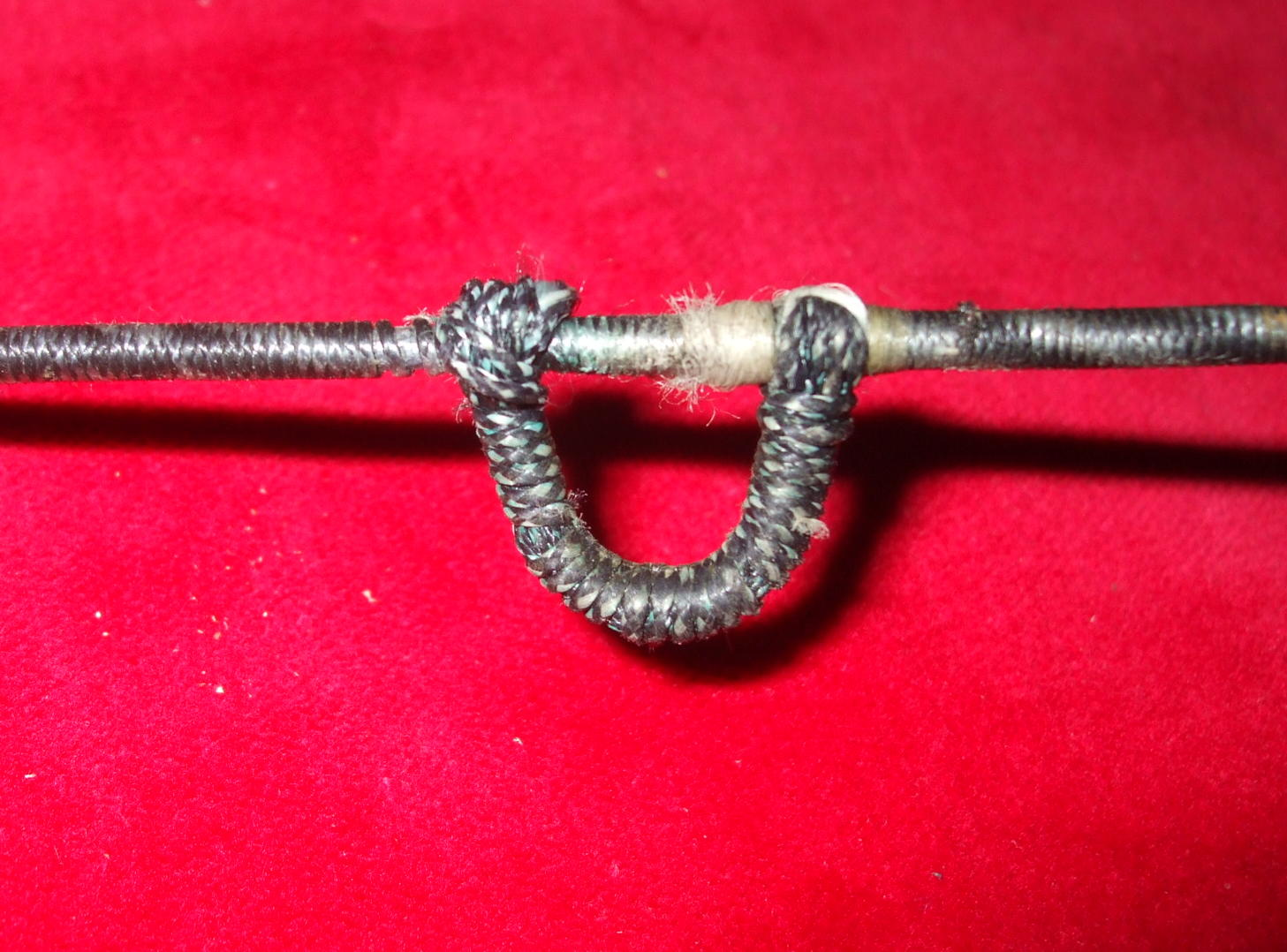
...fertig gewickelter D-Loop (Original) mit Stopperknoten
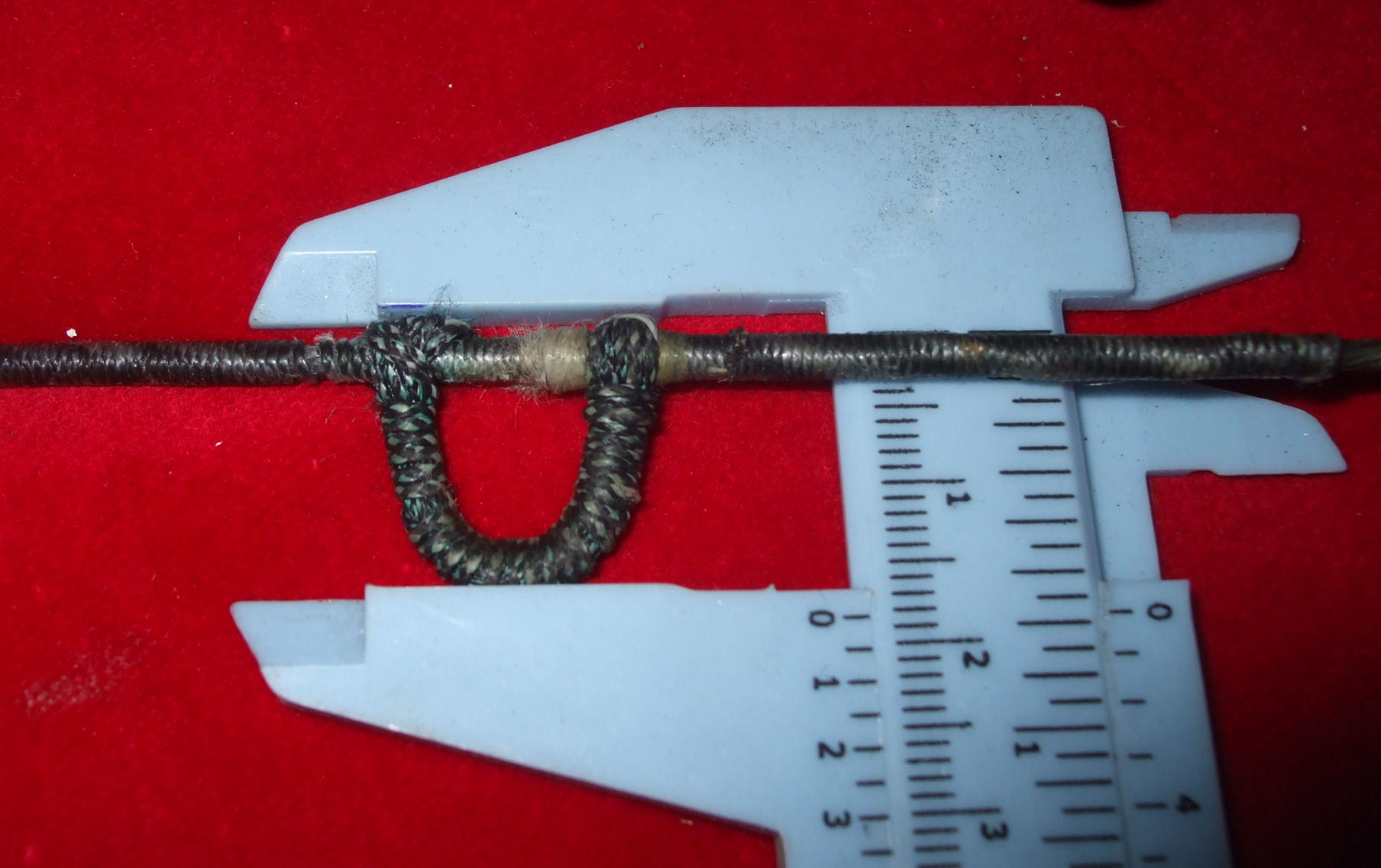
Dimension eines gewickelten D-Loops

### Kisserbutton
Über dem Nockpunkt kann, in einer vom Schützen abhängigen Höhe ein „Kisserbutton“ (ein scheibenähnliches Kunststoffteil) angebracht sein. Dieser soll einen immer gleichen Anhaltspunkt (Ankerpunkt) sichern. Häufiger wird ein „Peepsight“ (Kimme) in die Sehne eingebunden, das sich in der Visierlinie des Schützen befindet und damit die Bogensehne an dieser Stelle durchsichtig macht.

### Geräuschdämpfer

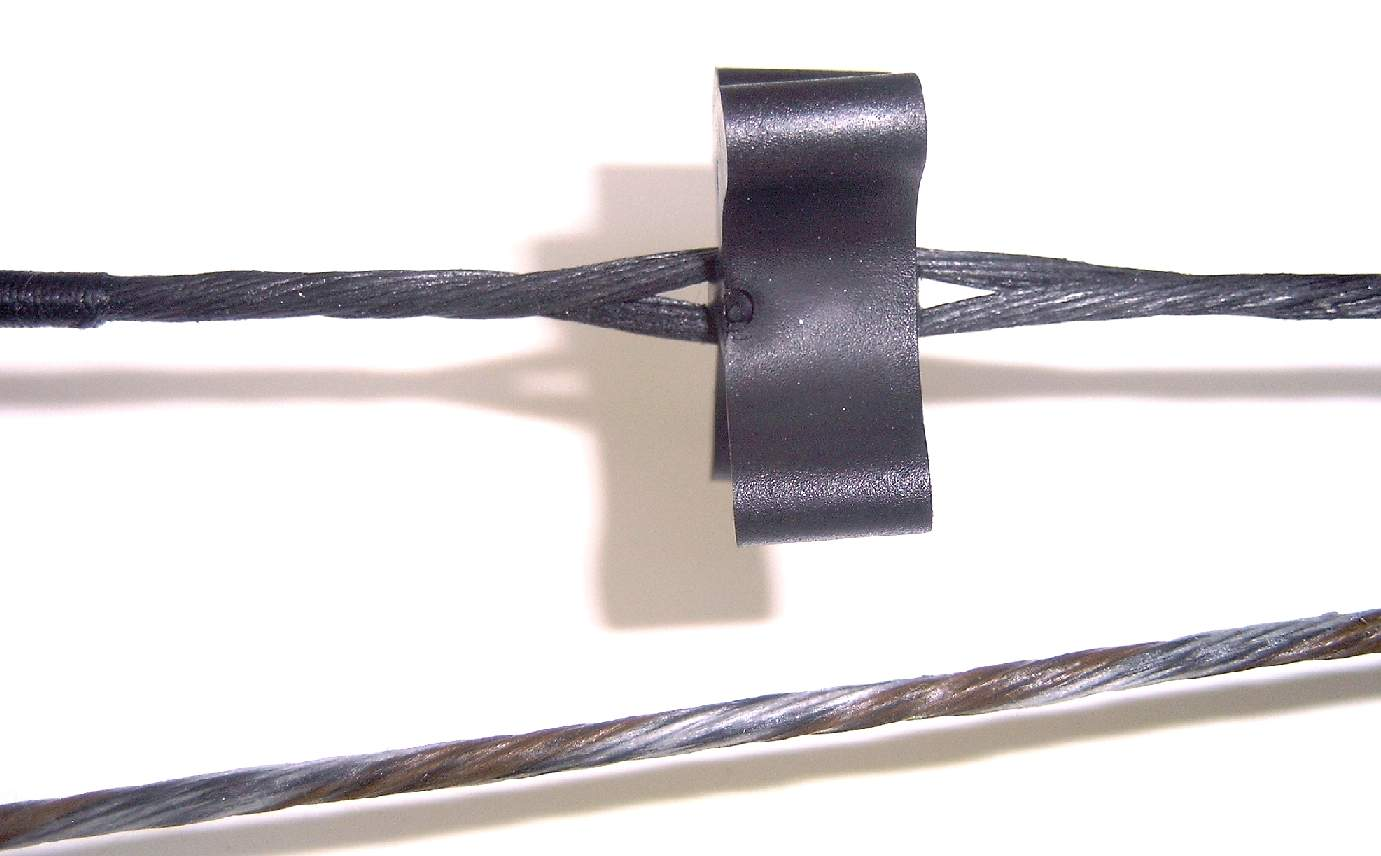
Silencer in der Bogensehne neben einer „Zebrasehne“

In die Bogensehne können Geräuschdämpfer (auch als Silencer bekannt) eingezogen werden. Mit diesen Silencern wird eine schnellere Beruhigung der Sehne erreicht und gleichzeitig das „Pfeifgeräusch“ der vorschnellenden Sehne gemindert, aus dem singenden „plong“ wird ein trockenes „flobb“.
Es gibt verschiedene Ausführungsvarianten:
- aus Fleece-Stoff, 2 quadratische Hälften in der Mitte vernäht u. auf 5-mm-Streifen aufgeschnitten.
- aus Wollfäden, den sogenannten „Puffs“, „Cat Whiskers“[7]
- aus Leder- bzw. Fellstücken (Biberfellen) „Beaver Puffs“
- aus Kunststoff, oder Gummiformteile „Brush Buttons“